# Септарії (геологія)

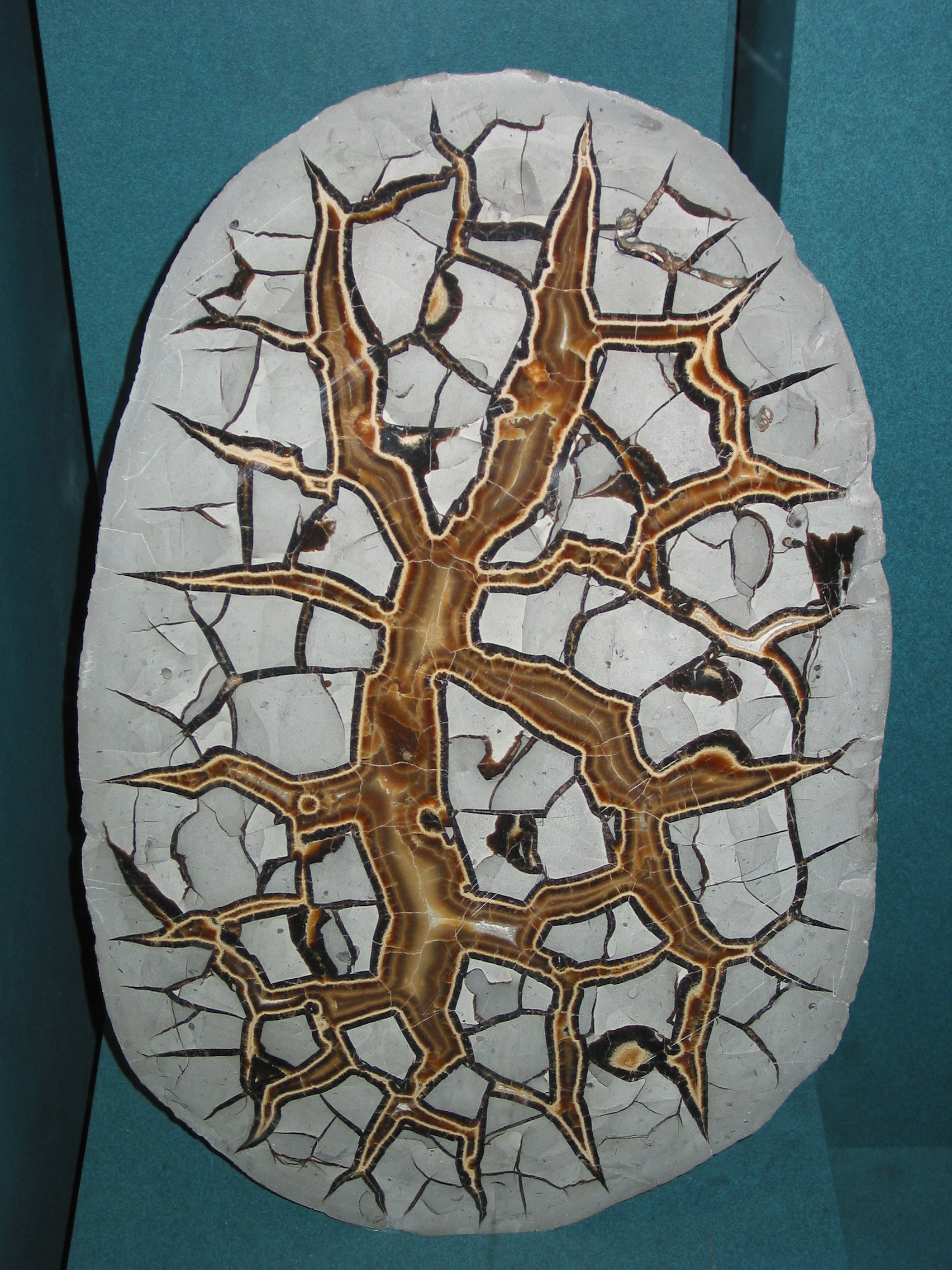
Септарія мергелю з тріщинами, заповненими кальцитом.

Септарії – різновид прихованокристалічних конкрецій в осадових (найчастіше) і магматичних породах, із тріщинами або прожилками усередині. 

## Загальний опис
Найчастіше – сидеритові або вапняково-глинисті конкреції, які всередині розбиті тріщинами висихання (синерезису) на частини – септи (від лат. septum – перегородка, стінка). Останні іноді заповнені мінеральною речовиною. На відколі або зрізі С. нерідко мають унікальний малюнок, внаслідок чого знаходять застосування як декоративно-прикладний матеріал для виготовлення сувенірів і виробів. Іноді спеціально добуваються для продажу як екзотичний, але недорогий колекційний матеріал.
Септарії осадових порід з мінералізованими зарослими тріщинами, що виходять на поверхню і розбивають її на однотипні полігональні ділянки називають "черепашачими каменями" через подібність візерунка поверхні з панциром черепахи. Всесвітньо відомі величезні (до 1 м в діаметрі і більше) вапняно-глинисті кулясті конкреції-септарії із тріщинами, виконаними кристалами кальциту, що вимиваються з корінних порід прибоєм на пляжі Тихого океану в Новій Зеландії (місцевість Моеракі).
У ряді випадків серед причин зменшення первісного об’єму можуть бути й процеси розкристалізації, перекристалізації з укрупненням зерен, і часткове розчинення, і можливість поступового виносу частини компонентів з конкрецій неоднорідного вихідного складу, наприклад сульфату кальцію із прогіпсованого мергелю. Причини виникнення С. можуть бути комплексними. 

## Галерея

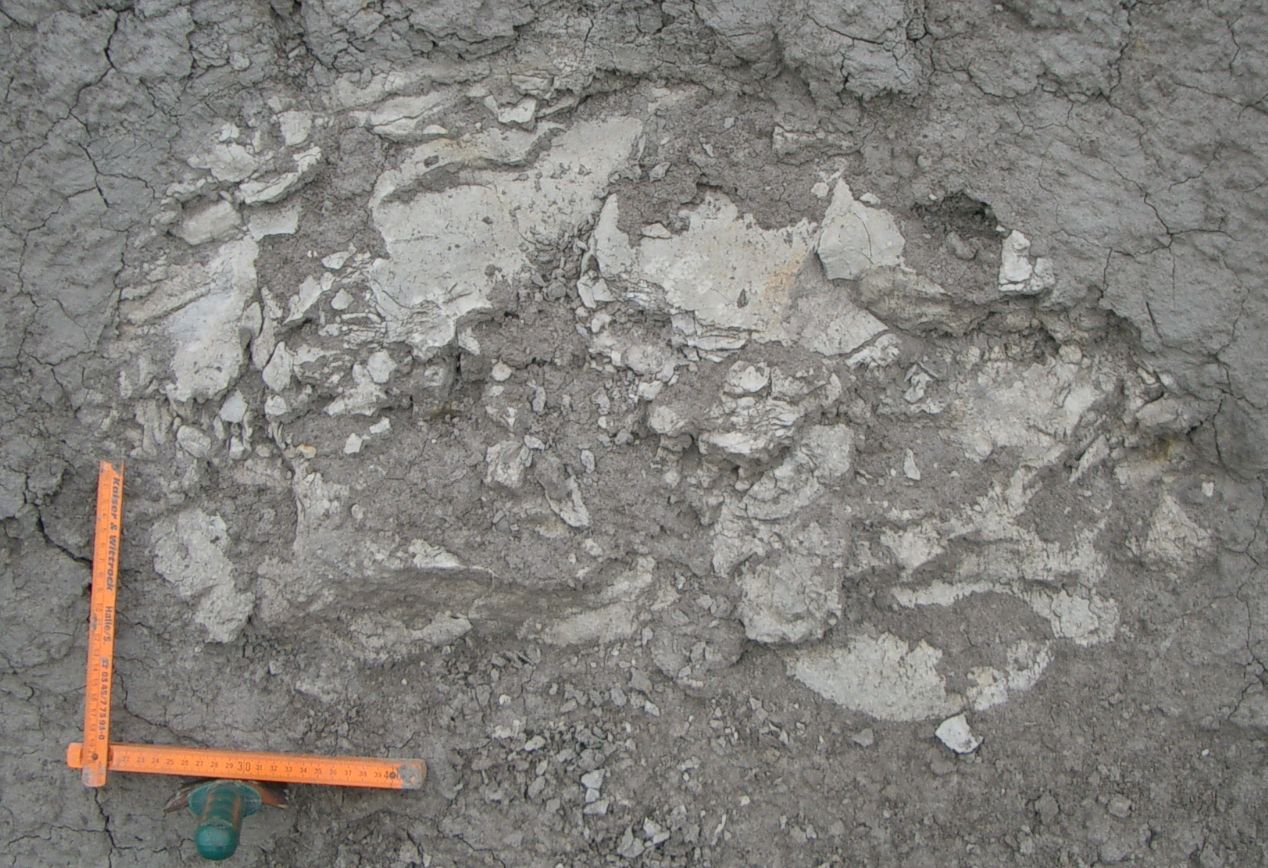
Септарії Рюпельського ярусу. Tagebau Amsdorf
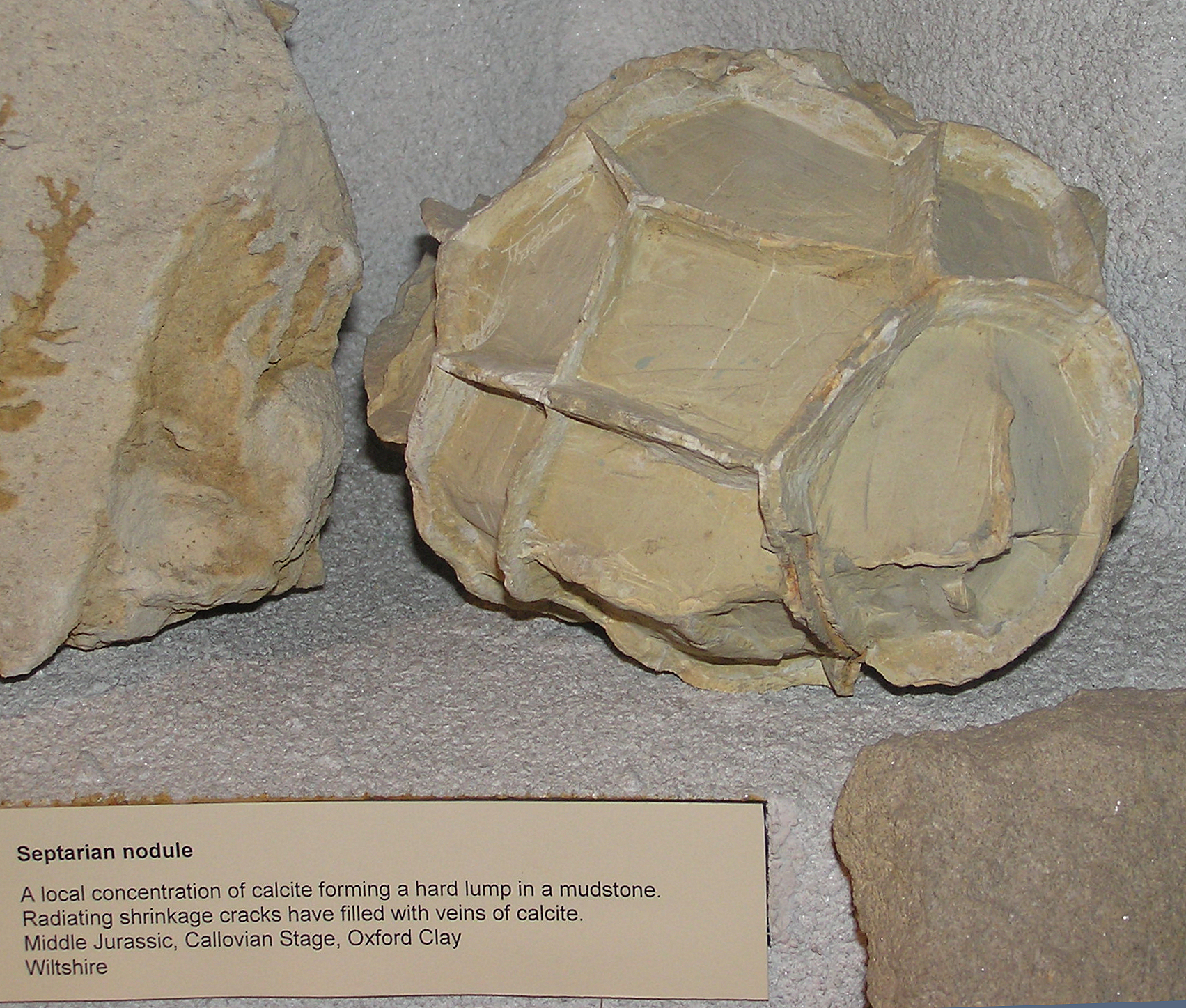
Септарії. Bristol City Museum
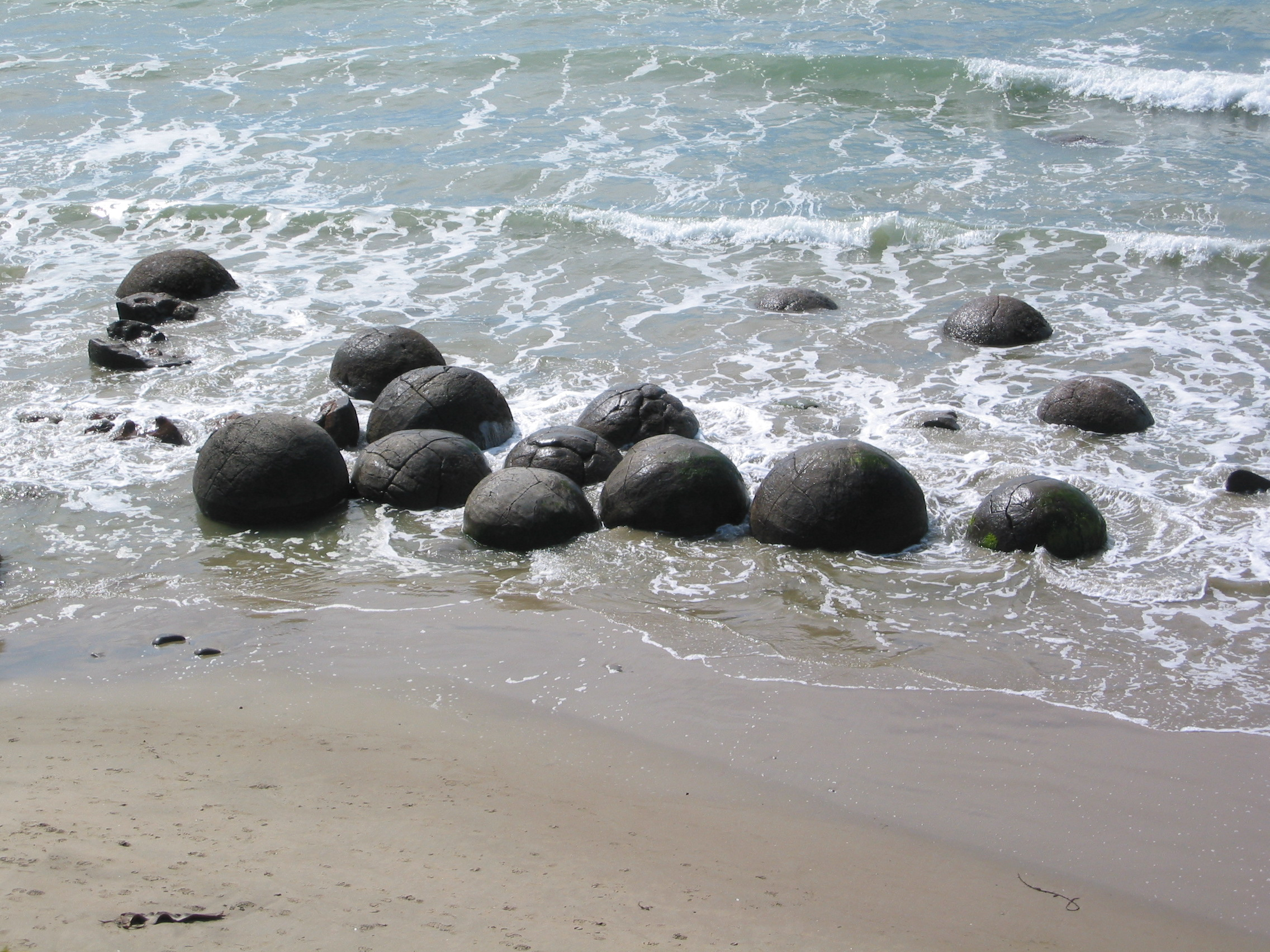
Валуни Моеракі, Нова Зеландія
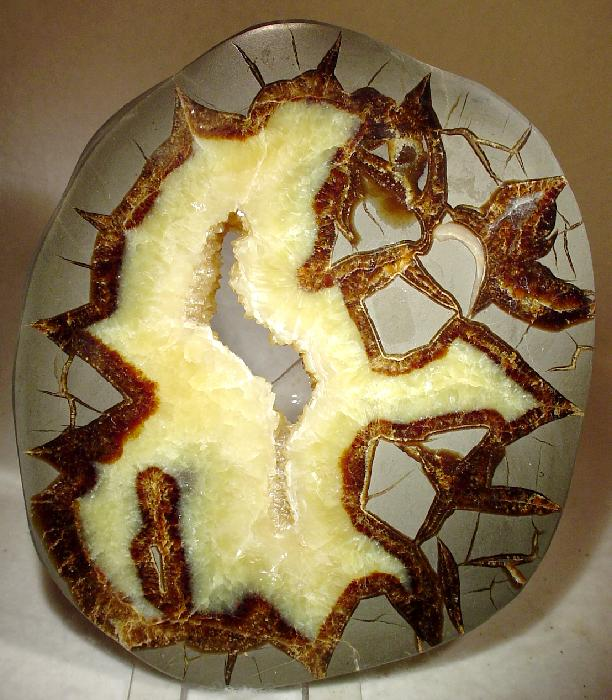
Септарії, Юта
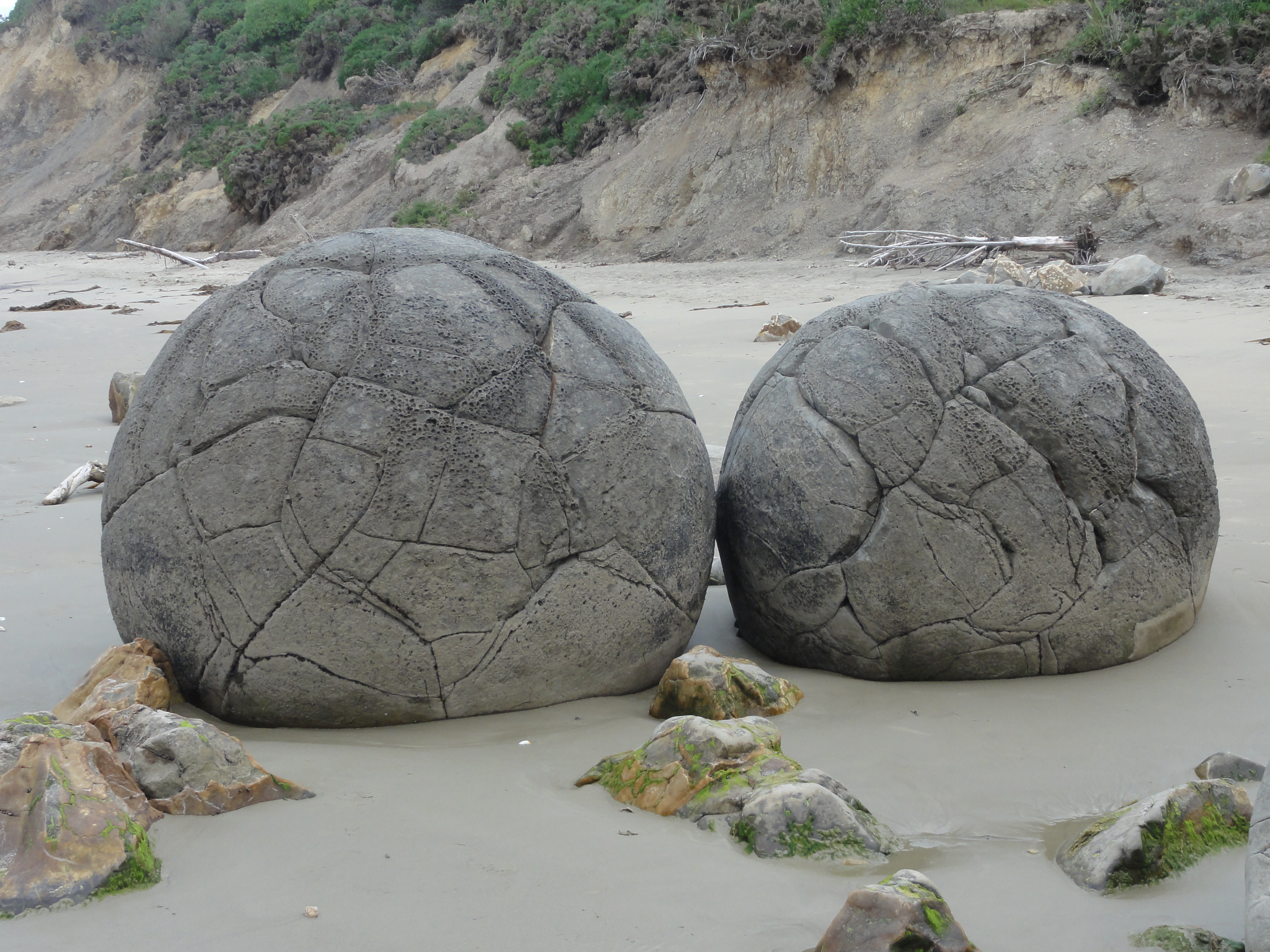
Валуни Моеракі